# イツハク・シャミル

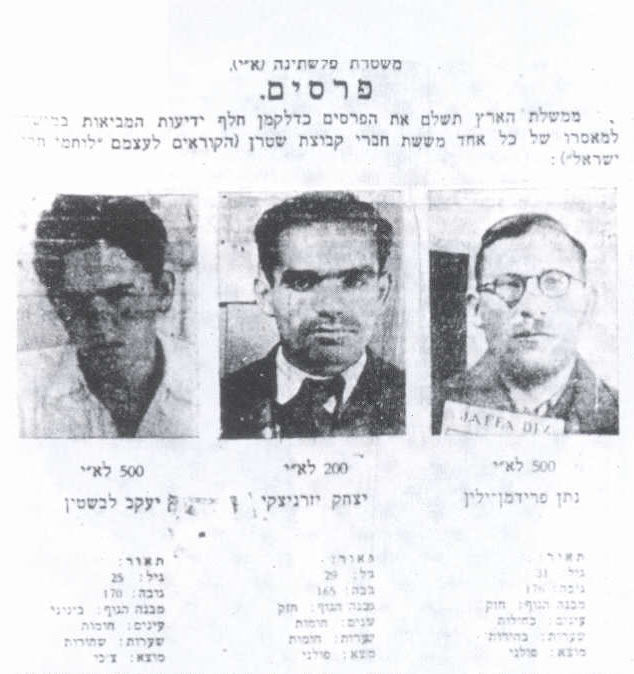
シャミルのレヒ構成員時代の指名手配写真（中央の人物がシャミル）

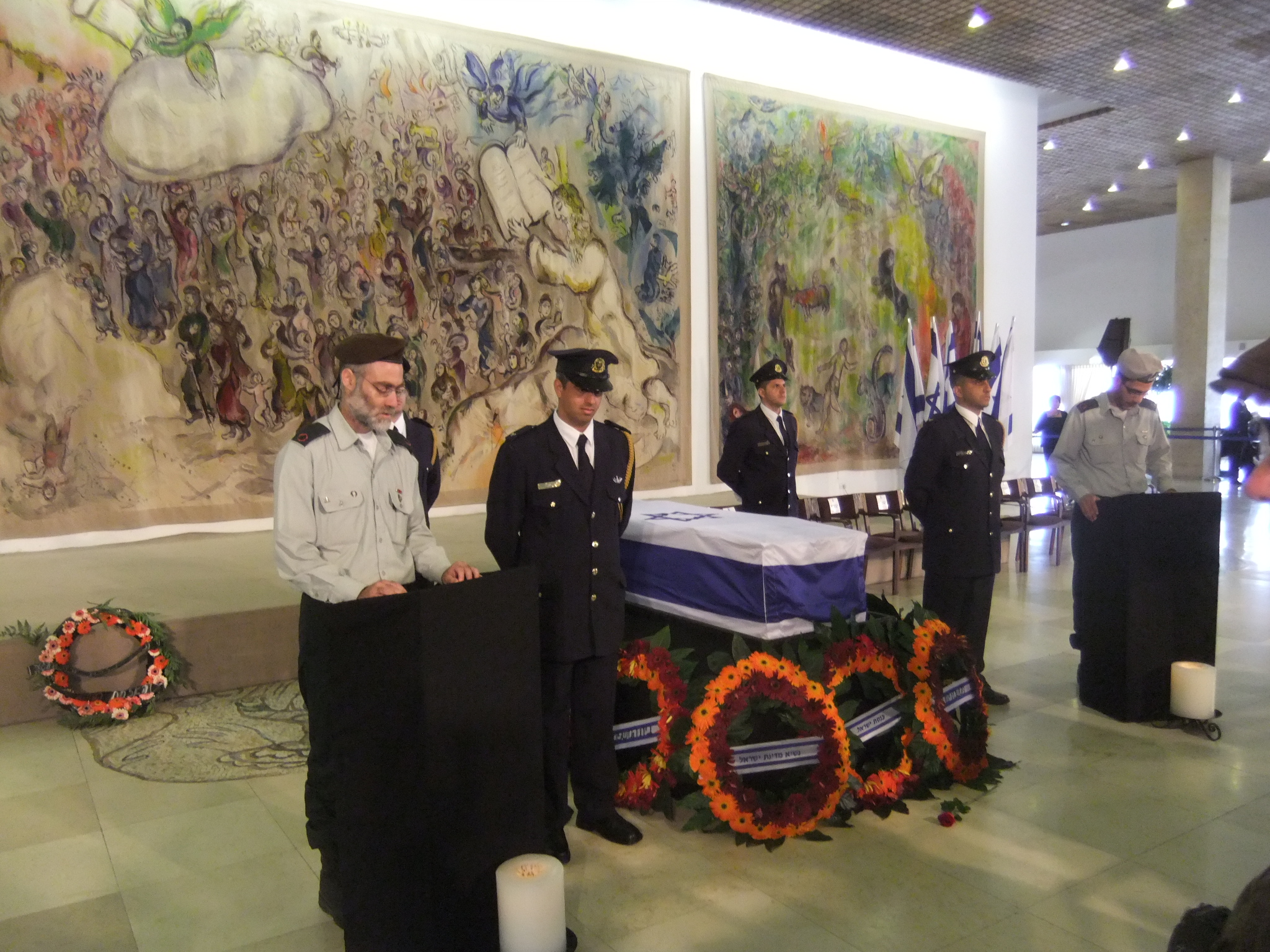
公開されたシャミルの遺体

イツハク・シャミル（יצחק שמיר, Yitzhak Shamir  発音, 1915年10月15日 - 2012年6月30日）は、イスラエルの政治家。同国首相（第8代：1983年-1984年、第10代：1986年-1992年）を務めた。

## 来歴
シャミルはロシア帝国ルジャナ（Różana、その後ポーランド領、ソビエト連邦領を経て、現在はベラルーシ領）で生まれ、1935年にパレスチナに移り住む。エルサレムのユダヤ大学で教育を受けた。旧姓はヤゼルニツキ（Jazernicki）であったが、その後シャミルに改名した。
シャミルはエツェルに参加。1940年に同組織が分裂したとき、彼はアヴラハム・シュテルンに率いられた組織に参加。それは後にシュテルン・ギャングとして知られるようになる。1941年に彼はイギリス当局によって逮捕される。1942年にシュテルンがイギリス軍に殺害されると、シャミルは拘置所から逃亡し1943年に改組されたレヒの三人のリーダーのうちの一人となる。1946年に再び逮捕されるが、再び脱走し、1949年のレヒの解散まで組織を指導した。彼の指導下でレヒは1944年の英国の中東担当相モイン卿の暗殺と、1948年の中東担当国連代表、フォルケ・ベルナドット伯爵の暗殺事件に関与した。暗殺事件は彼らのパレスチナにおける政治的主導権がレヒの右翼的見解と衝突したためであった。
イスラエル建国後、シャミルはイスラエル諜報特務庁に参加（1955 - 1965）。モサド工作員としてエジプトやシリアに潜入し、これらの国での元ナチのドイツ人技術者らによるロケット開発の情報収集・妨害工作を行った。
1960年代にユダヤ系ソ連人の帰国問題に関心を持ち、メナヘム・ベギンが創設したヘルート党（後のリクード）に入党した。1973年、リクードからクネセト（国会）に選出された。彼は1977年に国会議長に就任し、1980年には外相に就任した。1983年にはメナヘム・ベギンの後を継いで首相に就任した。
シャミルはリクード内では強硬派としての評判であり、1977年のエジプト大統領アンワル・アッ＝サーダートのイスラエル訪問とクネセトでの演説を国会議長として迎え入れたが、キャンプ・デービッド合意とエジプト・イスラエル平和条約には反対してクネセトでの投票は棄権した。しかし、1981年および82年に条約締結後のエジプトと交渉、1983年5月17日の協定に後々発展するレバノンとの直接交渉を行った（レバノン政府により批准されなかった）。
1991年1月、湾岸戦争にてイラクがイスラエルにスカッドミサイルを撃ち込んだ際にはアメリカの強い要求でイラクに対する報復を自制した。5月、エチオピアからユダヤ人を脱出させるソロモン作戦の実施を命令した。
一方で、中東和平に関しては概して消極的であり、どんなイスラエルの譲歩にでも反対した。しかし、アメリカからの圧力により渋々、91年のマドリード中東和平会議に参加したものの、パレスチナ解放機構との対話は拒絶するという従来の姿勢を変えることは無かった。1997年にニューヨークに拠点を置く新聞「ジューイシュ・ポスト」とのインタビューには「アラブ人は我々を滅ぼすことを常に夢見ている。私は彼らがイスラエルをこの地域の一部として認めるとは思わない」と述べている。
1992年の選挙において、イツハク・ラビンが率いる労働党に敗北し、リクード党首から退いた。1999年、極右政党である国家統一党に参加し、選挙に出馬するものの落選している。
2001年、イスラエル政府よりイスラエル賞授与。2012年6月30日、テルアビブ北郊にあるヘルツィリヤの養護施設で死去。関係者によると、少なくとも6年間にわたってアルツハイマー型認知症を患っていたという。96歳没。

## 問題発言
1989年9月、 エルサレム・ポスト紙の取材でシャミルは「ポーランド人は反ユダヤ主義という名の母乳を飲まされ、彼らの伝統と精神に深く影響しているんだ」と発言し、ポーランド政府から抗議を受け外交問題に発展した。1996年にシャミルは新聞で誤解を招く発言を撤回、謝罪した。
なお、シャミルの発言は幼少期の経験が起因していると噂されている。

## エルサレム・ポスト紙 外部リンク
- Biography of Yitzhak Shamir at Zionism and Israel Information Center
- Critical article on Shamir by Israel Shahak